# Dominicanenklooster (Vilvoorde)

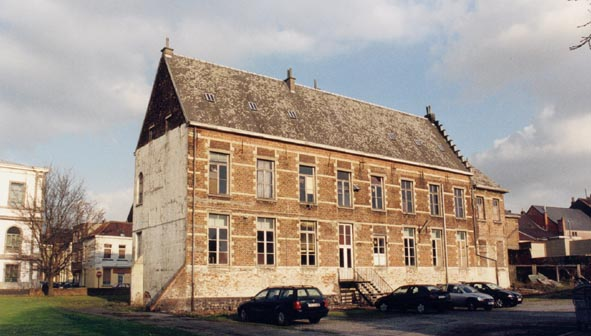
Dominicanenklooster, achterste kloostervleugel

Het Dominicanenklooster is een voormalig klooster in de Vlaams-Brabantse stad Vilvoorde, gelegen aan de Lange Molensstraat 44.

## Geschiedenis
In 1623 werd besloten om een gemeenschap van 8 monniken en een Latijnse school op te richten. Er was een heel terrein beschikbaar en in 1627 werd daar het eerste huis verbouwd. De andere gebouwen op dit terrein zouden worden gesloopt om er kloostergebouwen op te richten. Van 1640-1642 werd de kloosterkerk gebouwd, gewijd aan Thomas van Aquino. In 1644 werd de eerste en in 1645 de tweede kloostervleugel gebouwd. De decennia daarop werden nieuwe gebouwen voor het klooster en de school opgericht. In 1686 werd het klooster tot priorij verheven. De eerste decennia van de 18e eeuw vonden opnieuw uitbreidingen en vernieuwingen plaats. In 1727 werd een vierde kloostervleugel gebouwd waardoor een binnenplein kon worden ingesloten.
In 1796 werd de priorij opgeheven om als kazerne te worden ingericht en in 1797 werd het een fabriek, onder meer voor katoen en ijzerwaren. Er werden toen ook een aantal fabrieksgebouwen en opslagplaatsen bijgebouwd.
In 1895 kwam het complex aan Xaverius Buisset, die in 1897 de straatgevel herbouwde. Hij verhuurde de gebouwen aan een cementfabriek, de Société des Ciments et Plâtres Artistiques. In 1904 kwam de Compagnie Indienne in het complex, die er kokosmatten vervaardigde waardoor de naam Mattenkot aan het complex werd gegeven. Op 31 mei 1919 ontplofte de buskruitfabriek van Favier. Ook de voormalige kloostergebouwen werden hierdoor getroffen en raakten in verval. In 1932 werd het complex een Nijverheidsschool, later het Rijkstechnisch Instituut van Vilvoorde genaamd. In 1999 werd het complex verkocht aan de stad Vilvoorde met de bedoeling het pand te restaureren en er de gemeentelijke diensten in onder te brengen. Dit geschiedde en in 2009 werd het gebouw in gebruik genomen als Administratief Centrum Mattenkot.

## Complex
Het meermalen verbouwde complex heeft nog drie vleugels. De vleugel aan de straatzijde heeft een 19e-eeuws uiterlijk (1897) en een 17e-eeuwse kern met rechts nog een poortgebouw.
Een haaks deel ter linkerzijde van de straatvleugel is de oorspronkelijk derde kloostervleugel van 1707. Hieraan verbonden en parallel aan de straatvleugel is een vleugel van 1661-1664. Het is deze vleugel die nog het meest de originele toestand toont met een gevel in baksteen en zandsteen.
Het interieur is herhaaldelijk aangepast.